# Johannes-Capistranus-Kirche
Johannes-Capistranus-Kirchen sind Kirchen, die dem heiligen Johannes Capistranus geweiht sind. Ihr Patrozinium wird am 23. Oktober gefeiert. Die Kirchen sind römisch-katholisch, da sie einem katholischen Heiligen geweiht sind.
Deutschland
- St. Johannes Capistran (Berlin), aufgegeben und abgerissen
- St. Johann von Capistran (München)

Kroatien
- St. Ivan-Kapistran-Kirche in Ilok, am Sterbeort des Heiligen

Österreich
- Pfarrkirche St. Johannes Kapistran (St. Pölten), Niederösterreich
- Pfarrkirche Salzburg-Gneis
- St. Johann Kapistran (Wien)

Ungarn
- Kapisztrán Szent János Templom in Budapest, Ungarn[1]

USA
- Missionsbasilika San Juan Capistrano in San Juan Capistrano, Kalifornien